# Пінчо (пагорб)

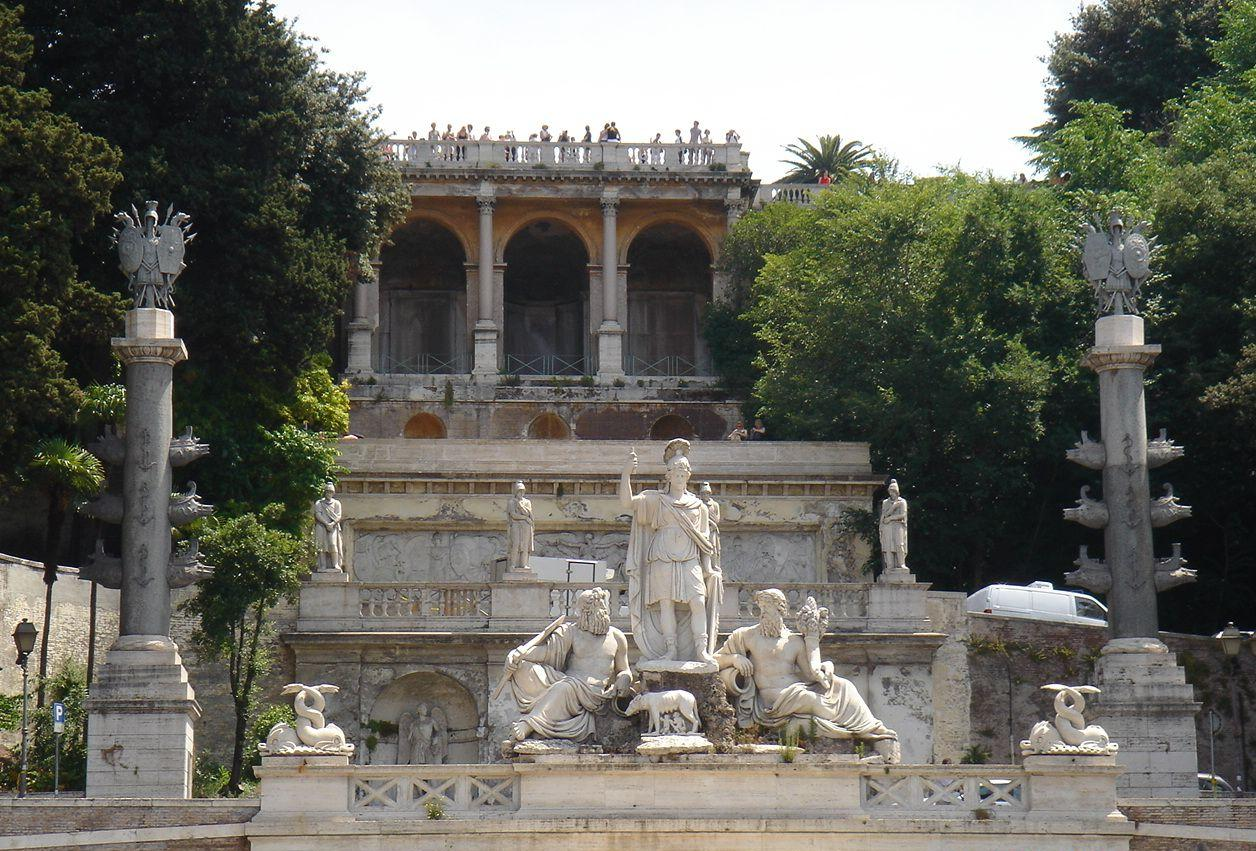
Вид на Пінчо з П'яцца дель Пополо

Пінчо (італ. Pincio, лат. Mons Pincius) — римський пагорб, на північ від  Квіринала, який не належить до семи класичних горбів Риму, хоча й охоплений Авреліанською стіною. Спочатку пагорб лежав поза обрисами античного міста, в період пізньої Республіки там зводилися великі вілли і сади (наприклад, Сади Лукулла, Сади Саллюстія, Помпея). Через безліч садів пагорб також називався collis hortulorum — пагорб садів.
За часів Імперії пагорб увійшов в міські межі і став забудовуватися. Сьогоднішня назва пагорба походить від сімейства Пінчо, якому належали великі володіння на пагорбі.
В епоху Відродження на пагорбі побудовано віллу Медічі, яку сьогодні займає Французька академія в Римі. Інший великий садовий комплекс — вілла Боргезе. Своє нинішнє планування навколо обеліска Адріана сади Пінчо отримали в епоху класицизму за проектом Джузеппе Валадьера. З пагорба, який довгий час служив центром французької громади Риму, відкривається вид на Марсове поле.
З вершини влаштовані два монументальних спуски, з яких один веде з майданчика Наполеона на П'яцца дель Пополо, а другий, ще пишніший і іменований Іспанськими сходами, — від французької церкви Триніта-дей-Монті до Іспанської площі.